# Wendisch-Rambow
Wendisch-Rambow est un village de Schwerin, dans le nord de l'Allemagne. Il est situé dans l'État du Mecklembourg-Poméranie-Occidentale. Sa population était d'environ 201 habitants en 1996.

## Histoire
En 1271, l'évêque Hermann von Kammin von Schwinkendorf mentionne Rambow qui est attesté en 1282 dans un document
Le village a reçu le nom de Wende-Rambow à sa fondation.
Les forêts dominent, une rivière est bordée de prairies.
L'église est bâtie en 1595.
En 1760 la moitié du village et du moulin Rambow Rothemoor sont brûlées.
Au cours de l'année 1938, le manoir Ramnitz comptait 850 hectares, 592 hectares de domaine, 36 hectares de prairies, 3 hectares de pâturages, 209 hectares de forêt, et le grand manoir Rambow , 16 hectares de prairies, 7 hectares de pâturages, 209 hectares de bois de la qualité des arbres, 2 hectares de friche.
À la fin de seconde guerre mondiale les russes ont occupé cette région et chassé les habitants qui après s'être cachés dans les bois la Seconde Guerre mondiale, les Russes. Beaucoup sont partis et l'index Pommern des cartes de séjour compte 192 réfugiés de ce village en République fédérale d'Allemagne et 78 en RDA. La municipalité allemande, Ramnitz, devient la polonaise Karznica.
Les Russes se retirent de Ramnitz en 1950.

## Population
En 1492 il y avait 59 adultes soumis aux impôts et en 1703, 76 personnes y vivent et en 1751, 131 mais en 1938 il n'y a plus que 96 habitants.
Il y a actuellement 201 habitants qui vivent dans Rambow

## Vie culturelle
Rambow a célébré le 725e anniversaire de son existence et il s'est créé une association historique,

## Les documents existants que copier
- Preuve de paiement des salaires en kindists et agricoles de 21/11/1863.
- Listing of the Copulationen from the beginnings to 1704. L'annonce de la Copulationen des origines à 1704.
- Beichtkinderverzeichnis in local municipality of 1751. Beichtkinderverzeichnis dans la municipalité de 1751.
- Census of 1819. Recensement de 1819.

## Personnes célèbres nées ou ayant vécu à Wendisch-Rambow
Till Lindemann, chanteur du groupe de metal industriel allemand Rammstein a grandi à Wendisch-Rambow.